# Golemi Dol
Golemi Dol (cyr. Големи Дол) – wieś w Serbii, w okręgu pczyńskim, w gminie Preševo. W 2002 roku liczyła 294 mieszkańców.